# Бахня
Бахня (рум. Bahnea) — село у повіті Муреш в Румунії. Адміністративний центр комуни Бахня.

## Місцезнаходження
Село розташоване на відстані 249 км на північний захід від Бухареста, 20 км на південь від Тиргу-Муреша, 80 км на південний схід від Клуж-Напоки, 118 км на північний захід від Брашова.

## Населення
За даними перепису населення 2002 року у селі проживали 1948 осіб.
Національний склад населення села:
| Національність | Кількість осіб | Відсоток |
| -------------- | -------------- | -------- |
| цигани         | 671            | 34,4%    |
| угорці         | 664            | 34,1%    |
| румуни         | 606            | 31,1%    |

Рідною мовою назвали:
| Мова      | Кількість осіб | Відсоток |
| --------- | -------------- | -------- |
| румунська | 847            | 43,5%    |
| угорська  | 672            | 34,5%    |
| циганська | 421            | 21,6%    |
| німецька  | 5              | 0,3%     |